# گاندی، پدر من
گاندی، پدر من (به هندی: Gandhi, My Father) فیلمی محصول سال ۲۰۰۷ و به کارگردانی فیروز عباس خان است. در این فیلم بازیگرانی همچون دارشان جاریوالا، آکشای کانا، بومیکا چاولا، شفالی شاه ایفای نقش کرده‌اند.